# ブドウ
ブドウ（葡萄、英: grape、学名: Vitis spp.）は、ブドウ科（Vitaceae）のつる性落葉低木である。また、その果実のこと。中近東が原産といわれ、古代ヨーロッパや中国などへと広まり、温帯域を中心に世界中で栽培されている。食用になる果実は房になって垂れ下がり、多数の実をつける。栽培種はヨーロッパ種やアメリカ種、それらの交雑種があり、果皮の色により赤系、黒系、緑系がある。
紀元前2世紀ごろの中央アジア・フェルガナでの呼称 budaw（ブーダウ）に対する中国語の音写「蒲陶」が変じて「葡萄」となった。

## 特徴

ブドウ果実の断面図

葉は両側に切れ込みのある15 - 20センチメートルほどの大きさで、穂状の花をつける。野生種は雌雄異株であるが、栽培ブドウは1つの花におしべとめしべがあり、自家受粉する自家結実性であるため、他の木がなくとも1本で実をつける。果実は果柄（かへい）を通じて房状になり、果皮は緑色または濃紫色で、内部（果肉）は淡緑色である。果皮についている白い粉状のものはブルームとよばれる蝋物質で、水分の蒸発を防ぐために実から自然に出てくる。
主に熟した果実を食用とするが、果実は子房が肥大化した、いわゆる真果である。外果皮が果皮となり、中果皮と内果皮は果肉となる。果実のタイプとしては漿果に属する。大きさは2 - 8センチメートル程度の物が一般的である。ブドウの果実は枝に近い部分から熟していくため、房の上の部分ほど甘みが強くなり、房の下に行くに従い甘味も弱くなる。皮の紫色は主にポリフェノールの1種であるアントシアニンによるものである。甘味成分としてはブドウ糖と果糖がほぼ等量含まれている。また、酸味成分として酒石酸とリンゴ酸が、これもほぼ等量含まれる。
ブドウ属の植物は数十種あり、北アメリカ、東アジアに多く、インド、中東、南アフリカにも自生種がある。日本の山野に分布する、ヤマブドウ、エビヅル、サンカクヅル（ギョウジャノミズ）もブドウ属の植物である。
現在、ワイン用、干しぶどう用または生食用に栽培されているブドウは、ペルシアやカフカスが原産のヴィニフェラ種 (V. vinifera) と、北アメリカ原産のラブルスカ種 (V. labrusca)である。
栽培されるブドウには生食用ブドウと加工用ブドウがあり、加工用品種は醸造・干しブドウ・ジュースなどに利用される。生食用はテーブルグレープ、酒造用はワイングレープ（wine grapes）と呼ばれている。

## 栽培法

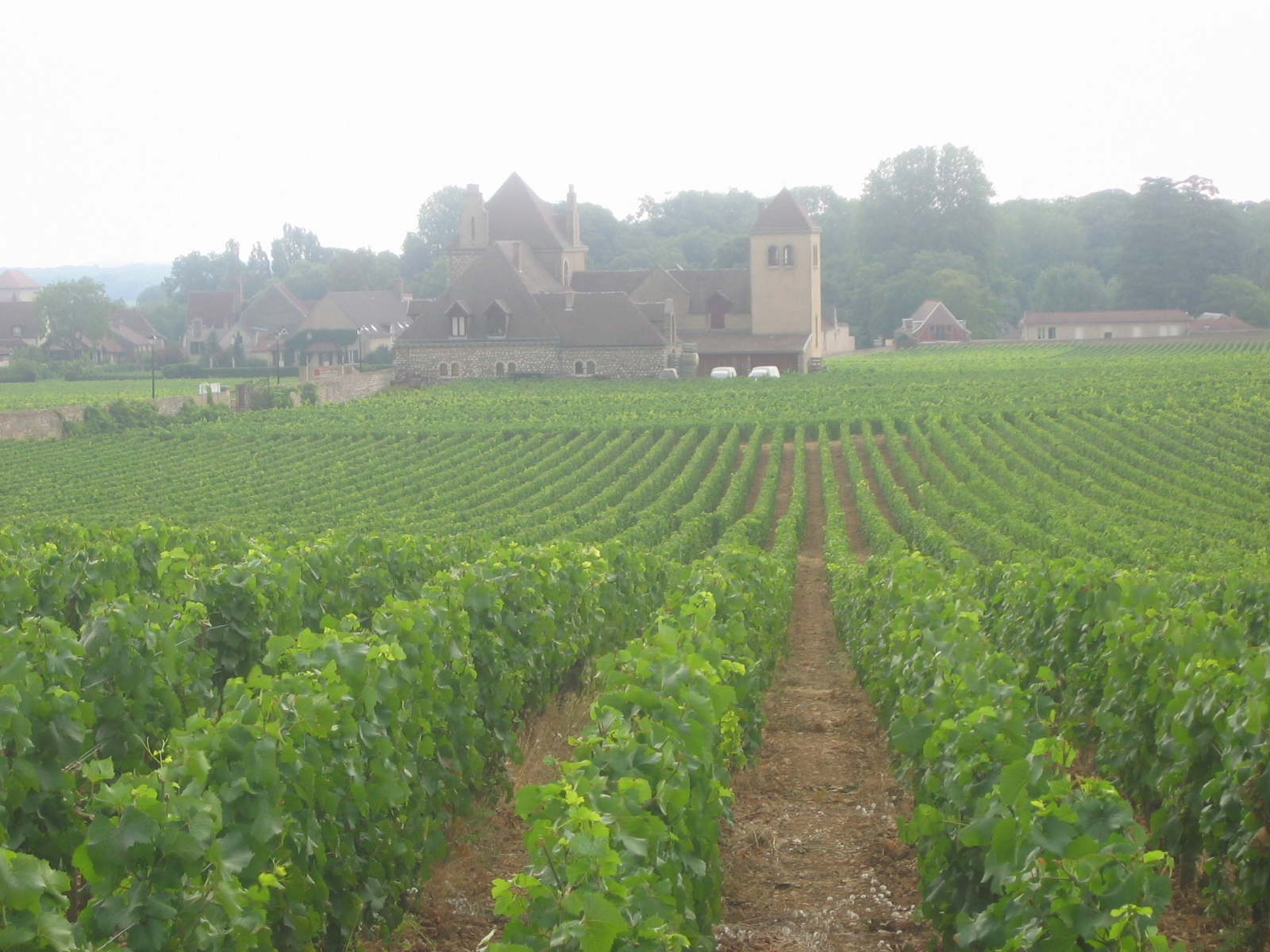
仏ブルゴーニュ地域圏、クロ・ド・ヴジョーの葡萄園。垣根作りの農園である

ブドウは温帯の農作物で、平均気温が10度から20度程度の地域が栽培適地である。北半球では北緯30度から50度、南半球では南緯20度から40度の間に主要産地が存在する。最適の降水量は品種によって差があり、ヨーロッパブドウは一般に乾燥を好み、アメリカブドウは湿潤にも強いが、種全体としてみれば年間降水量が500 mmから1,600 mmあたりまでに主要産地が存在する。
ブドウは水はけがよく日当たりが良い土地を好む。他の果樹と同様、ブドウも種子から育てると質の良い果実ができにくく、また枝を土に挿すと容易に根を生やすため、古来から挿し木によって増やされてきた。しかし、19世紀後半に根に寄生するブドウネアブラムシ（フィロキセラ）によって大打撃を受けたため、以後は病害虫予防のために台木を使用することが一般的となった。
収穫期は品種によって差があるが、日本においては最も早いデラウェアが7月下旬から収穫が始められ、最も遅い品種は11月上旬まで収穫される。また、ハウス栽培の場合はこれよりも早くなる。
世界で木の仕立て方は、4種類ある。括弧（）内は地域。
1. 垣根仕立て。（全世界）
2. 株仕立て。（フランス、スペイン）
3. 棒仕立て。（ドイツ〔モーゼル〕）
4. 棚仕立て。（日本、イタリア及び南米の一部）

## 歴史

### 世界的観点から
原産地の中近東から、古代ヨーロッパや中国に伝わったとされる。世界的観点からは、ブドウは生食する果物というより、葡萄酒の原料であった。ブドウの栽培化の歴史は古く、紀元前3000年頃には原産地であるコーカサス地方やカスピ海沿岸ですでにヨーロッパブドウの栽培が開始されていた。ワインの醸造は早くに始まり、メソポタミア文明や古代エジプトにおいてもワインは珍重されていた。メソポタミアでは気候や土壌的にブドウの栽培が困難なため、消費されていたワインの多くは輸入されていた。ギリシャ神話には、デュオニソス（バッカス）がエーゲ海諸島にブドウの植え方、醸造方法を広めた伝説があり、有史以前からワイン醸造のためのブドウ栽培が大々的に行われていた。また、ギリシア人が植民した地域でもブドウ園が各地に開設されるようになった。ギリシアを支配したローマ帝国の時代にはワインは帝国中に広まり、そのためのブドウ栽培も帝国各地で行われるようになった。ローマ人は特にガリアやラインラントにブドウを導入し、現在でもこの地域はブドウの主要生産地域となっている。ローマ帝国崩壊後の政治の混乱によってブドウ栽培は衰退していったが、各地の修道院などによって少量ながら生産が維持され続け、やがて政情が安定するとともに再び栽培が盛んとなっていった。11世紀から13世紀にかけては気候が温暖となり、イングランドのような北方の国家においてもブドウの栽培が盛んとなり、現ベルギーのルーヴァンなどでも輸出用のワインを作るためのブドウ栽培なども行われていた。しかし14世紀頃から気候が寒冷化した上に輸送費が下落して、ブドウの栽培地域は次第に南方へと限られるようになっていった。
一方、原産地から東へと伝播したものは、紀元前2世紀には中国に到達した。張騫が大宛より特産のワインとブドウを持ち帰っている。
大航海時代が始まり、世界各地にヨーロッパ人が植民するようになると、移民たちは故郷の味を求め、ワインを製造するために入植先にブドウを植えていった。南アフリカ共和国のケープ州やチリなど、この時期に持ち込まれたブドウ栽培が成功してワインの名産地となった地域も多い。北アメリカ大陸にもヨーロッパブドウが持ち込まれたが、ここでの栽培は当初あまり成功しなかった。これは、ブドウのもう一つの主要系統であるアメリカブドウに属する野生種が北アメリカ大陸東部には多数あり、ブドウネアブラムシ（後述）などのアメリカブドウの病害が免疫のないヨーロッパブドウに大被害を与えたためである。アメリカ先住民はアメリカブドウを盛んに利用しており、やがてヨーロッパ系の植民者たちも野生種の中から有望な種を選抜して栽培種化していった。しかし、アメリカブドウには独特の香りがあり、ワインにするには不向きであったため、アメリカブドウは主にジュース用として発展していった。
アメリカでワインを生産するため、ヨーロッパブドウをアメリカで育てるために様々な試みがおこなわれた。病害に強いアメリカブドウとヨーロッパブドウを掛け合わせた雑種を作るやり方も盛んに行われたが、ワイン用としては一部を除いてヨーロッパブドウを超えることができず、次第に廃れた。一方で生食用品種では巨峰やピオーネなど有望品種がいくつも生まれている。それに代わる方法として、病害に耐性を持つアメリカブドウを台木としてヨーロッパブドウを接ぎ木する方法が19世紀後半に開発され、これが主流となった。

### 北米
北アメリカ原産のブドウはブドウネアブラムシ（フィロキセラ）に対する耐性を持つが、1870年頃に北アメリカの野生ブドウの苗木がヨーロッパにもたらされ、この根に寄生していたブドウネアブラムシによって、耐性のないヨーロッパの固有種の殆どが19世紀後半に壊滅的な打撃を受けた。以後ブドウネアブラムシ等による害を防止するの理由で、ヨーロッパブドウについては、アメリカ種およびそれを起源とする雑種の台木への接ぎ木が行われている。

### 日本

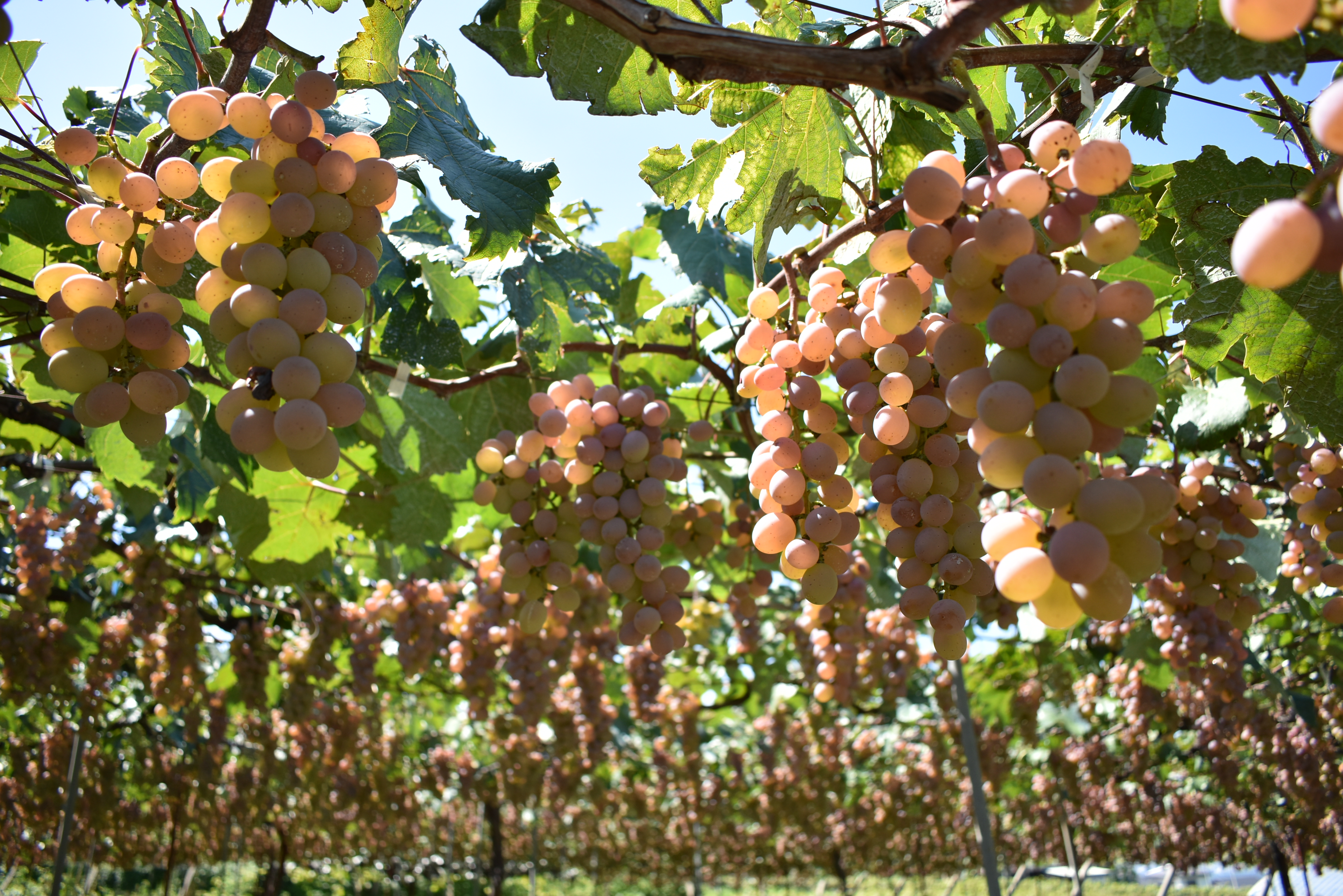
甲州種（勝沼町）

日本には、原産地から中国を経て奈良時代に渡ったとされる。日本での由来には諸説ある。
奈良時代の高僧行基（）が甲斐の国（現在の山梨県）で修行中、夢枕に手にぶどうを持った薬師如来が現れ、その姿と同じ薬師如来像を刻んで柏尾山大善寺に安置した。以来、行基は薬として大陸から伝わったぶどうを勝沼に伝え、栽培が広まったという説。他には、山梨県勝沼の雨宮勘解由（）が、自生の山ぶどうと異なるつる植物を発見して自宅に持ち帰り植えたのがはじまりという説などがある。
日本で古くから栽培されている甲州種は、中国から輸入された東アジア系ヨーロッパブドウが自生化したものが、鎌倉時代初期に甲斐国勝沼（現在の山梨県甲州市）で栽培が始められ、明治時代以前は専ら同地近辺のみの特産品として扱われてきた（ヤマブドウは古くから日本に自生していたが別種である）。文治2年（1186年）に甲斐国八代郡上岩崎村の雨宮勘解由によって発見され、栽培が始まったとされる。甲州の栽培は徐々に拡大し、正和5年（1316年）には岩崎に15町歩、勝沼に5町歩の農園ができていた。江戸時代に入ると甲府盆地、特に勝沼町が中心となり、甲州名産の一つに数えられるようになった。松尾芭蕉が「勝沼や 馬子も葡萄を食ひながら」との句を詠んだのもこの頃のことである。正徳6年（1715年）の栽培面積は約20ヘクタールに上った。その後、関西や山形でも栽培されるようになり、江戸時代末期には全国で約300ヘクタールにまで栽培面積は拡大していた。日本にあった在来の品種は甲州だけではなく、甲府盆地で栽培された甲州三尺や、京都周辺で栽培されていた聚楽といった品種も存在していたが、聚楽は既に消滅し、甲州三尺の栽培も少なくなってきている。
その後、明治時代に入ると欧米から新品種が次々と導入されるようになった。当初はワイン製造を目的として主にヨーロッパブドウが導入されたが、乾燥を好む品種が多いヨーロッパブドウのほとんどは日本での栽培に失敗した。例えば、1880年（明治13年）に兵庫県加古郡印南新村（現・稲美町）にて国営播州葡萄園が開園したものの、わずか6年後に閉園に追い込まれた。一方、アメリカブドウの多くは日本の気候に合い定着したものの、ワイン用としては匂いがきつく好まれなかったため、生食用果実の栽培に主眼が置かれるようになっていった。特に普及したのはデラウェアとキャンベル・アーリーであり、戦前はこの2品種が主要品種となっていた。1935年（昭和10年）には8,000ヘクタール近くまで栽培面積が拡大したものの、第二次世界大戦によって一時急減した。1946年（昭和21年）には生産量が戦前の半分にまで減少したが、1955年（昭和30年）には戦前の水準に回復した。

## 利用

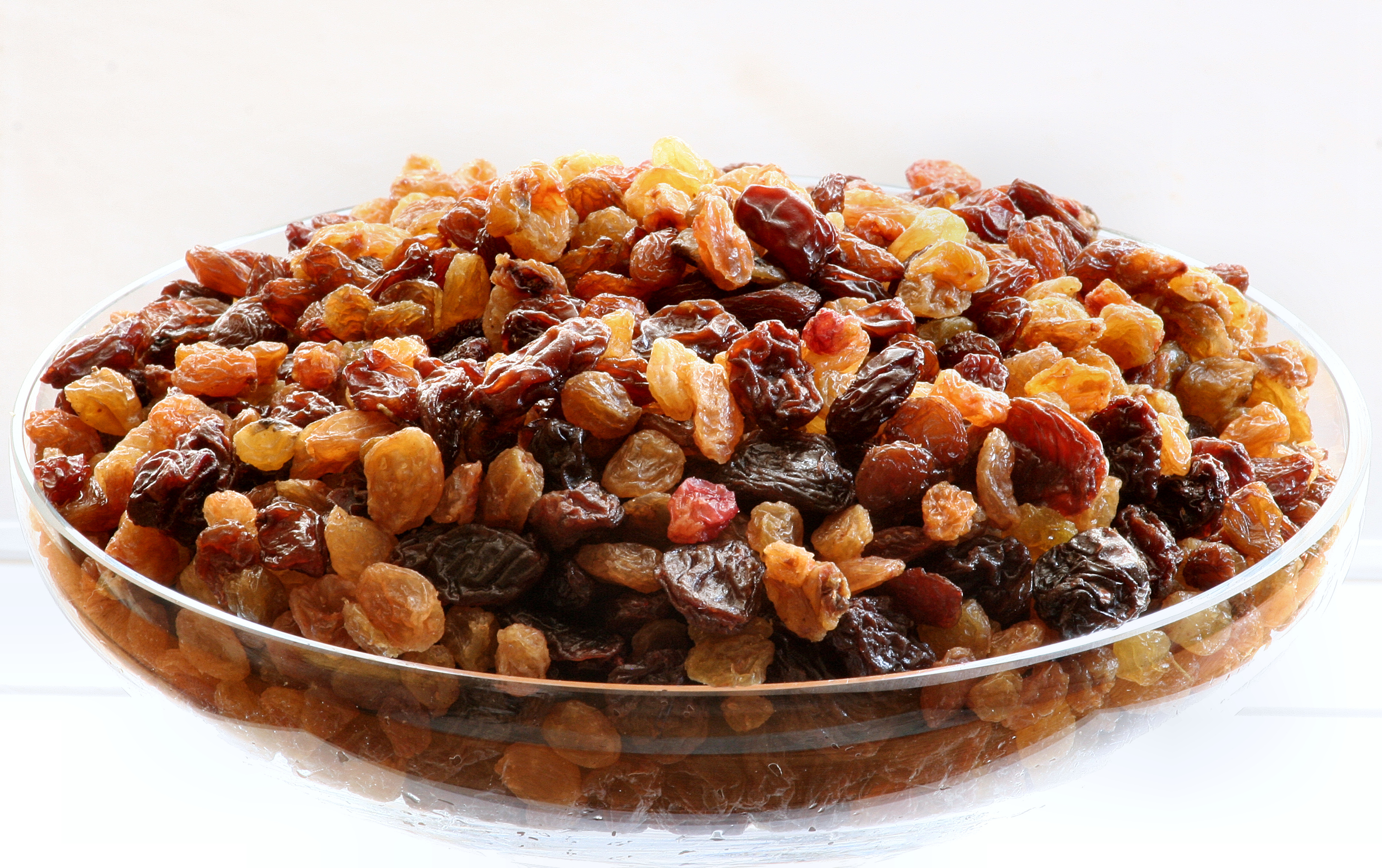
レーズン

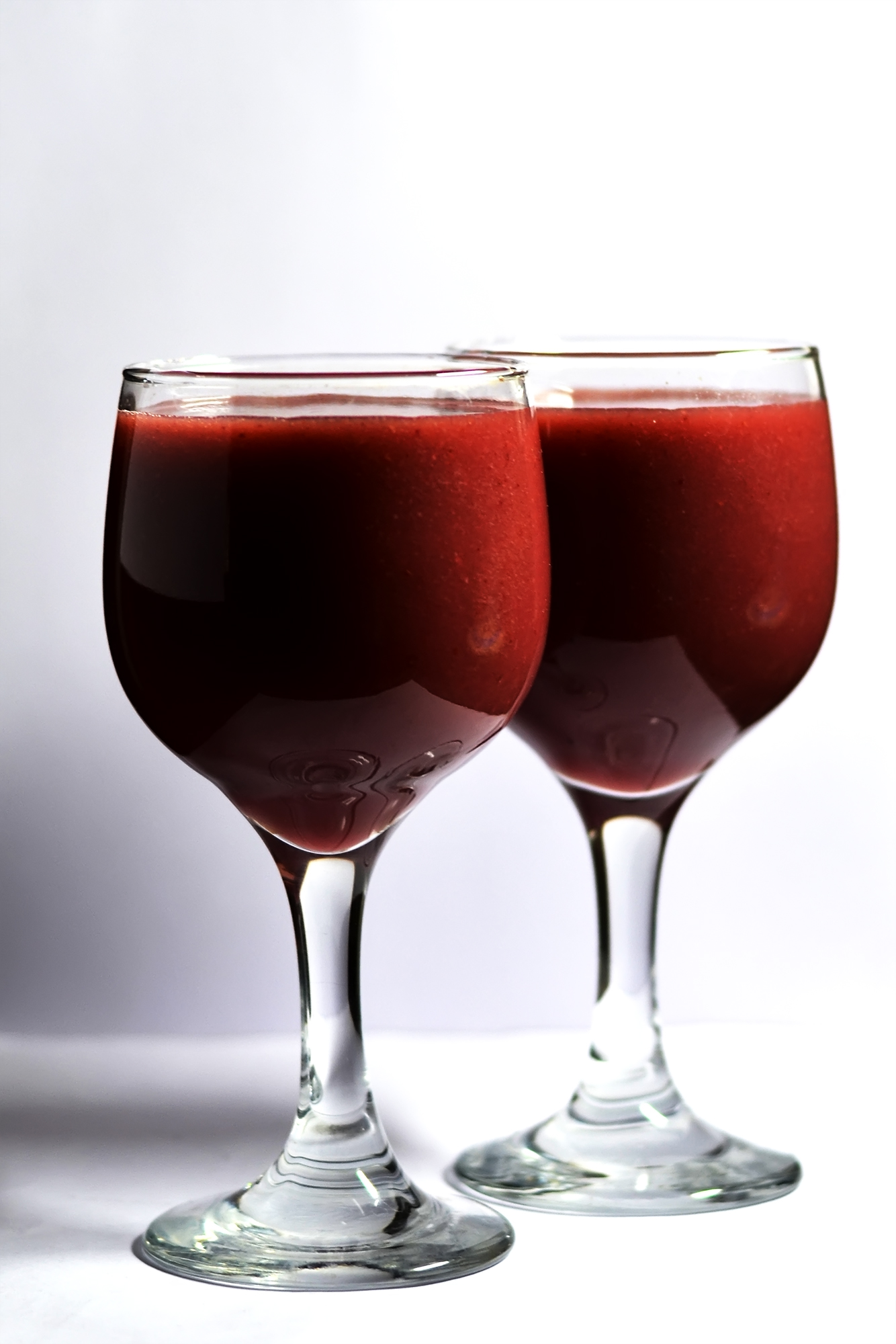
グレープジュース

果実は、そのまま生食されるほか、乾燥させてレーズンに、また、ワインやブランデーなどのアルコール飲料、ジュース、ジャム、ゼリー、缶詰の原料となる。世界的にはワイン原料としての利用のほうが主である。ワインを原料とした酢（ワインビネガー）も製造される。
ワインを製造する地域では、残った種子を搾油の原料としてグレープシードオイルが製造される。また、種子にはプロアントシアニジンという成分が含まれ、健康食品用などに抽出も行われている。また、ワイン醸造後にできる発酵後のブドウの残りかす（ポマース）からはポマース・ブランデーが蒸留される。
紫色をした皮にはアントシアニンなどのポリフェノールが豊富に含まれており、赤ワインやグレープジュースにも多い。絞った後の皮などの滓は、肥料として処理することが多い。ブドウの実の表面に現れる白い粉状のものはブルーム（果粉）とよばれる脂肪酸などでできた天然物質である。農薬と勘違いをする人もいるが、水分が奪われないように実を守る働きがあり、ブルームが多く残っているブドウ果実は、収穫時に丁寧に扱われて鮮度と品質が良いことを示す判断材料にもなっている。
葉も可食であり、西アジアを中心とする地域の料理ドルマの材料に用いられる。
食用とされない果柄についても、がん細胞の増殖や転移を抑える物質の抽出が信州大学などにより研究されている。
特殊な利用法として、ブドウの実に大量に含まれる酒石酸から酒石酸カリウムナトリウム（ロッシェル塩）を製造することができる。ロッシェル塩は強誘電体であり、圧電素子としてかつてはよく利用された。日本では第二次世界大戦末期には通信機器用の軍需物資として注目され、ブドウ園から原料が大量に集められた。しかし湿気に弱いという欠点があったため、現在ではより優れた特性を持つ他の物質によって代替され、この目的で使用されることはなくなった。
新しい研究によると、ブドウの摂取は太陽の紫外線に対する肌の自然な保護を74.8％高めることができ、食用の日焼け止めとして機能する可能性がある。

## 生産

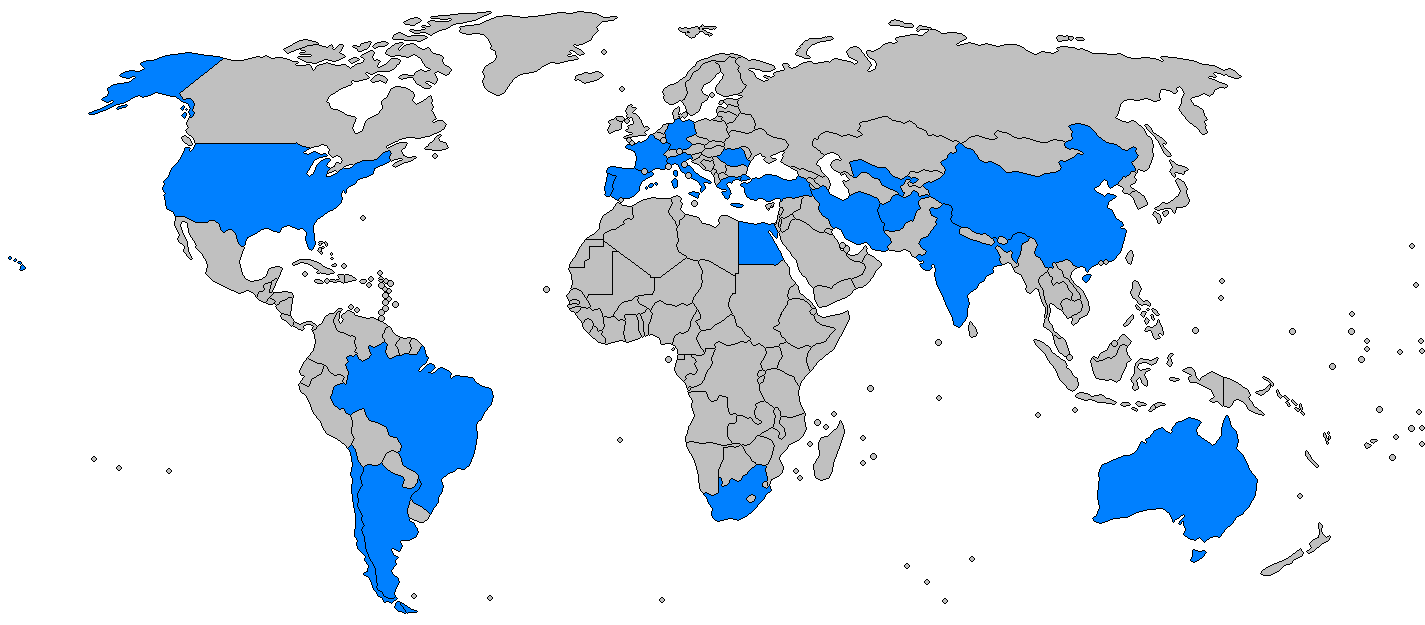
ブドウの生産国トップ20

### 世界
2004年のブドウの総生産量は6,657万トンであり、バナナ（1億394万トン）、かんきつ類（1億273万トン）に次いで生産量が多い果物である。1980年代前半までは世界で最も生産量の多い果物であったが、生産量は20世紀中盤からほぼ横ばいで、20世紀に入り生産量の急増したバナナやかんきつ類に抜かれ、さらに同じく生産量の急増しつつある4位のリンゴ（6,192万トン、2004年）に追いつかれつつある。国際連合食糧農業機関（FAO）によると、世界のブドウ園の総面積は75,866平方キロメートルにのぼる。世界のブドウ生産量のうち71%がワイン生産用、27%が生食用に使用され、残りの2%はレーズン生産用である。世界最大のブドウ生産国は中国であり、ついでイタリア、アメリカ、スペイン、フランスと続く。
| 国             | 面積 (km²) |
| -------------- | ---------- |
| スペイン       | 11,750     |
| フランス       | 8,640      |
| イタリア       | 8,270      |
| トルコ         | 8,120      |
| アメリカ合衆国 | 4,150      |
| イラン         | 2,860      |
| ルーマニア     | 2,480      |
| ポルトガル     | 2,160      |
| アルゼンチン   | 2,080      |
| チリ           | 1,840      |
| オーストラリア | 1,642      |
| アルメニア     | 1,459      |
| レバノン       | 1,122      |

| 順位 | 国               | 年次生産量（トン） | 年次生産量（トン） | 年次生産量（トン） | 年次生産量（トン） | 年次生産量（トン） |
| 順位 | 国               | 2021               | 2020               | 2019               | 2018               | 2017               |
| ---- | ---------------- | ------------------ | ------------------ | ------------------ | ------------------ | ------------------ |
| 1    | 中国             | 11,200,000         | 14,314,100         | 14,195,400         | 13,666,800         | 13,082,900         |
| 2    | イタリア         | 8,149,400          | 8,222,360          | 7,900,120          | 8,513,640          | 7,169,745          |
| 3    | スペイン         | 6,086,920          | 6,817,770          | 5,745,450          | 6,983,260          | 5,387,403          |
| 4    | アメリカ合衆国   | 5,488,470          | 5,479,400          | 6,314,915          | 6,890,980          | 6,698,520          |
| 5    | フランス         | 5,073,580          | 5,884,230          | 5,489,650          | 6,267,790          | 5,011,054          |
| 6    | トルコ           | 3,670,000          | 4,208,908          | 4,100,000          | 3,933,000          | 4,200,000          |
| 7    | インド           | 3,358,000          | 3,181,000          | 3,041,000          | 2,920,000          | 2,922,000          |
| 8    | チリ             | 2,581,108          | 2,434,664          | 2,714,691          | 2,828,021          | 2,383,095          |
| 9    | アルゼンチン     | 2,241,420          | 2,055,746          | 2,519,886          | 2,573,311          | 1,965,206          |
| 10   | 南アフリカ共和国 | 2,000,297          | 2,008,242          | 1,883,869          | 1,901,736          | 2,032,582          |
|      | 世界計           | 58,521,410         | 58,292,101         | 58,500,118         | 67,067,128         | 78,034,332         |

### 日本
| 順位 | 品種               | 作付面積 (ha) |
| ---- | ------------------ | ------------- |
| 1    | 巨峰               | 3,189.2       |
| 2    | シャインマスカット | 2,280.7       |
| 3    | ピオーネ           | 1,910.1       |
| 4    | デラウェア         | 1,808.2       |
| 5    | 甲州               | 486.7         |
| 6    | キャンベルアーリー | 424.3         |
| 7    | マスカットベリーA  | 362.7         |
| 8    | ナイアガラ         | 287.2         |
| 9    | スチューベン       | 285.4         |
| 10   | 藤稔               | 203.2         |

2021年の日本のブドウ生産量は16万5,100トンであり、果物ではウンシュウミカン、リンゴ、ナシ（ニホンナシ）、カキに次いで5位の生産量である。昭和時代の末期には30万トンを記録していたが、以後は年々微減する傾向にある。栽培面積も同様に、1979年（昭和54年）、1980年（昭和55年）の3万300ヘクタールを頂点として減少傾向にある。県別では山梨県が最大の産地で、2021年（令和3年）には40,600トンの生産があり、国内生産量の25%を占めた。以下、2位の長野県が28,800トン（17%）、3位の岡山県が15,100トン（9%）、4位の山形県が14,600トン（9%）、5位の福岡県が6,910トン（4%）となっている。日本は南西諸島を除くほぼ全域がブドウの適地であるため、北海道から九州までの広い範囲においてブドウが生産されている。世界ではワイン生産用が7割を占め非常に多いのに比べ、日本では生食用が9割近くを占め、ワインやブドウジュース、菓子などの加工用は1割弱に過ぎない。また、輸出は全くないが、年間10,000tあまりが輸入されている。
品種的には、日本で最も栽培されている品種は巨峰であり、2020年度には3,189ヘクタールで栽培されていた。ついでシャインマスカット、ピオーネ、デラウェア、甲州と続く。1970年（昭和45年）頃にはデラウェアが栽培総面積の36%を占め、次いでキャンベル・アーリーが26%、甲州10%であったが、昭和40年代後半より巨峰の栽培技術が確立すると急速に栽培面積を拡大し始め、1994年（平成6年）には巨峰の栽培面積がデラウェアを抜いた。平成に入ってからはピオーネも急速に栽培を拡大させている。デラウェアは1960年（昭和35年）の無核化技術の開発によって栽培が拡大したものの、粒が小さいため近年では栽培が減少傾向にある。キャンベルアーリーや甲州は戦前からの主要品種であったが、新品種の開発によって栽培面積は漸減傾向にある。

## 分類

### ブドウ属
ブドウ属 (Vitis) は、真ブドウ亜属 (Euvitis) と 擬ブドウ亜属 (Muscadinia) に分けられる。

### 真ブドウ亜属
大部分の野生種、栽培種のブドウが含まれる。染色体数は38 (2n=19）である。

#### 西アジア種群
ヨーロッパブドウ（European grape、学名 ヨーロッパブドウ V. vinifera）
中近東が原産であるとされる。ヨーロッパに自生する唯一の種である。乾燥した気候とアルカリ性の土地によく育ち、フィロキセラ耐性が無い。雨にも寒さにも弱い。皮が薄く果汁が多く、実は柔らかい。最古の栽培ブドウ種であり、ワイン製造に適している。逆に、加熱すると異臭を発するためにジュース製造には向かない。ヨーロッパブドウはワイン製造とともに拡大していったが、この過程でワイン製造に不向きな在来種が淘汰され、ヨーロッパや西アジアにはこの種しか残っていない。逆に、ブドウ酒を生産することのほとんどなかった日本や東南アジアにおいてはヨーロッパブドウは他の種を淘汰することはなく、後述の野生各種が残存することとなった。
ヨーロッパブドウは1種しか存在しないが、伝播の方向によって西洋系、黒海系、東洋系の大きく3つの品種に分けられるようになった。西洋系品種にはカベルネ・ソーヴィニヨンやピノ・ノワールといったワイン用の主要品種が含まれている。東洋系品種は西南アジア亜系とカスピーカ亜系に分かれ、甲州はカスピーカ亜系に属する。

#### 北米種群
アメリカブドウ（Fox grape、学名 ヴィティス・ラブルスカ V. labrusca）
北アメリカを原産とする種の一つ。湿った気候でよく育ち、ヨーロッパ種よりも寒さに強く、耐病性も高い。この系統の品種は独特の香りを持ち、それに由来する香りのワインを、（特にヨーロッパの）ワインの専門家は「狐臭い、フォクシー（Foxy）」と形容し忌み嫌う。逆に、ヨーロッパブドウと比べてジュース製造には向いている。もともとは北アメリカ大陸東部の野生種をヨーロッパ人植民者が選抜して栽培化したもので、栽培種としての歴史は200年ほどしかない。なお、1種しかないヨーロッパブドウと異なり、アメリカブドウはラブルスカ種のほかにも約30種が存在する。

#### 東アジア種群
マンシュウヤマブドウ（ヴィティス・アムレンシス） (V. amurensis)
アジアを原産とする種の一つで、朝鮮半島、中国東北部、ロシアに自生する。寒さに強い。和名はチョウセンヤマブドウまたはマンシュウヤマブドウ。中国名は山葡萄。本種は当初北海道に自生していると考えられていたため、北海道で醸造されている「アムレンシス・ワイン」の原料は北海道産アムレンシス種だとされていた。しかし、その後、アムレンシス種の北海道での自生は誤認だとわかり、アムレンシス・ワインの原料はヤマブドウの1系統かタケシマヤマブドウ Vitis coignetiae var. glabrescens だと考えられている。
ヤマブドウ（ヴィティス・コワネティアエ） (V. coignetiae)
樺太（ロシア）、南千島、日本列島（北海道、本州、四国）、鬱陵島（大韓民国）に自生する。日本では古来「エビカズラ」とよばれ、冷涼地に自生し、北海道では平地で普通に見られる。東北地方では低山地、関東以西では高山地に自生し、四国にも分布するが、現在のところ九州地方での自生は確認されていない。東北地方、信州（長野県）、岡山県 などでは、ヤマブドウワインが造られている。
シラガブドウ（ヴィティス・シラガイ） (V. shiragai)
岡山県・高梁川流域の限られた地域に自生する野生ブドウ。自生地での個体数が減少していて、絶滅が危惧されている。アムレンシスと同種とする見解もあるが、アムレンシスが寒冷地に自生するのに対しシラガブドウは温暖な地域に自生することから、自生地の気候的要因が余りにも異なるため、アムレンシスとシラガブドウが同一種だとする考え方は否定されることが多い。和名および学名は植物分類学者牧野富太郎が、情報を提供してくれた白神寿吉に因んで命名した。開花時の花はシナモン（ニッキ）の香りがする。
その他、エビヅル、サンカクヅル（ギョウジャノミズ）、クマガワブドウ、アマヅル、リュウキュウガネブ、ヨコグラブドウ、ケナシエビヅルなど、日本では15種類の野生ブドウの自生が確認されている。また、アジア大陸には中国を中心に、約40種の野生ブドウが確認され、日本の野生ブドウと同種または近縁種も確認されている。

#### ヨーロッパ・ブドウの台木に使われるブドウの原種
全て北米原産で、ヨーロッパブドウと違ってどれもフィロキセラ（ブドウネアブラムシ）耐性を持つ。
ルペストリス種 (V. rupestris)
台木の品種の一番基本になる種。砂地に生えるため比較的乾燥に強く、交雑や繁殖が容易である。
リパリア種 (V. riparia)
川の土手に生える（"ripa" とはラテン語で川の土手の意）。そのため湿った土地で良く育つ。酸性土を好む。繁殖は容易。
ベルランディエリ種 (V. berlandieri)
石灰岩の丘に生えることから、アルカリ性の土壌を好むとされる。繁殖は難しい。
シャンピニー種  (V. champini)
ルペストリス種とムスタゲネシス種（V. mustagenesis）の天然の雑種と考えられている。強いネコブセンチュウ耐性を有する。繁殖は難しい。

### 擬ブドウ亜属
染色体数40（2n=20）である。

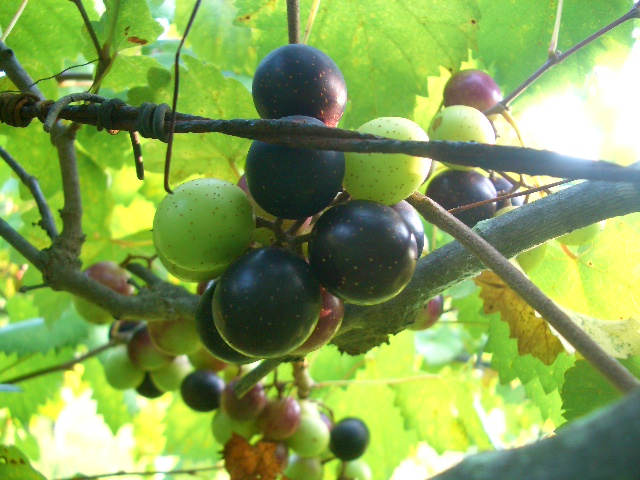
マスカダイン

マスカダイン（Muscadine、学名 ヴィティス・ロトゥンディフォリア V. rotundifolia）
北アメリカを原産とする種のひとつで、アメリカ合衆国南部の亜熱帯から熱帯の地域で栽培される。温暖湿潤な気候と酸性土壌を好む。ヨーロッパブドウと異なりフィロキセラに対する耐性を持ち、他の病害に対しても強い。しかしヨーロッパブドウと接ぎ木も交雑も困難なことから、ワイン用ブドウの栽培にはほとんど利用されない。栽培品種の育種は、両全花を持つ次のスカッパーノンの発見により飛躍的に向上した。粒が大きいため、アメリカでは通常、房ではなく粒単位で売られる。マスカダインの皮は、普通のブドウよりも厚みがあり、芳醇な香りで甘い。果皮色は紫、緑、銅色の3種類に分けられ、生食以外に加工（ジュース、デザートワイン、ゼリー等）に用いられる。
スカッパーノン（Scuppernong）
マスカダインの1品種で、アメリカ合衆国南部の亜熱帯から熱帯の地域で栽培される。色は、緑で温暖湿潤な気候と酸性土壌を好む。普通のブドウよりも一粒一粒が丸い。名前の由来は、ノースカロライナ州にあるスカッパーノン川である。17世紀に開拓者たちがスカッパーノン川周辺で発見し、その後、栽培促進された。名前の由来をさらに辿ってみるとアメリカ先住民のアルゴンキン族の言葉「アスコポ」から由来しており、意味は「ヒメタイサンボク（sweet bay tree）」である。

## 栽培品種
主な栽培品種は、ヨーロッパ種（ヨーロッパブドウ）、アメリカ種（アメリカブドウ）とその交雑種があり、特に日本で栽培されているブドウは生食用の交雑種が大半である。皮の色によって「甲斐路」などの赤系、「巨峰」「ピオーネ」などの黒系、「シャインマスカット」などの緑系に分けることもできる。太字は日本国内で生産されている品種。
「ブドウ品種の一覧」も参照。また、ワイン用品種については「ワイン用葡萄品種の一覧」も参照。
- あづましずく
- 安芸クイーン - 農研機構が「巨峰」どうしを交配させて20年をかけて開発し、1993年に品種登録。色鮮やかな紅色が特徴で、「巨峰」並みの大粒と糖度、酸味を持つ。[34]
- イタリア・オブ・マスカット - イタリアのローマで作られた緑色系の品種。マスカットらしい大粒で、香りが強い[35]。
- ウインク - 「甲斐路」と「ルーベルマスカット」を交配した赤皮系の品種。長めの大粒で、甘味が強いがさっぱりした味わいがある[35]。
- オーロラブラック - 岡山県農業試験場により2003年に品種登録した岡山県のオリジナル品種。「巨峰」よりも大粒で果皮と果肉が離れにくいが、皮に渋みがなく皮ごと食べられる。[34]
- オリエンタルスター - アメリカ種とヨーロッパ種のブドウを交配して日本で作られた赤皮系の交雑種。糖度は19度以上あり、香りはない[35]。
- 甲斐路（かいじ） - 山梨県の特産で「フレームトーケー」と「ネオ・マスカット」を交配した赤皮系の品種。「赤いマスカット」の異名がある。粒はやや細長く、甘味があり香り高い[35]。
- 甲州 - 日本最古のヨーロッパ系品種で、平安時代末期に栽培が開始された。現在でも甲府盆地を中心に栽培されている。生食用のほか、日本における白ワインの主要原料ともなっている[34]。
- キャンベル・アーリー (Campbell Early) - 米国生まれの品種で、1897年に川上善兵衛によって導入された戦前からの主要品種であるが、1970年代から栽培面積が激減した。枝変わり品種に「石原早生」があり、「巨峰」「ピオーネ」も起源となる品種[36]。

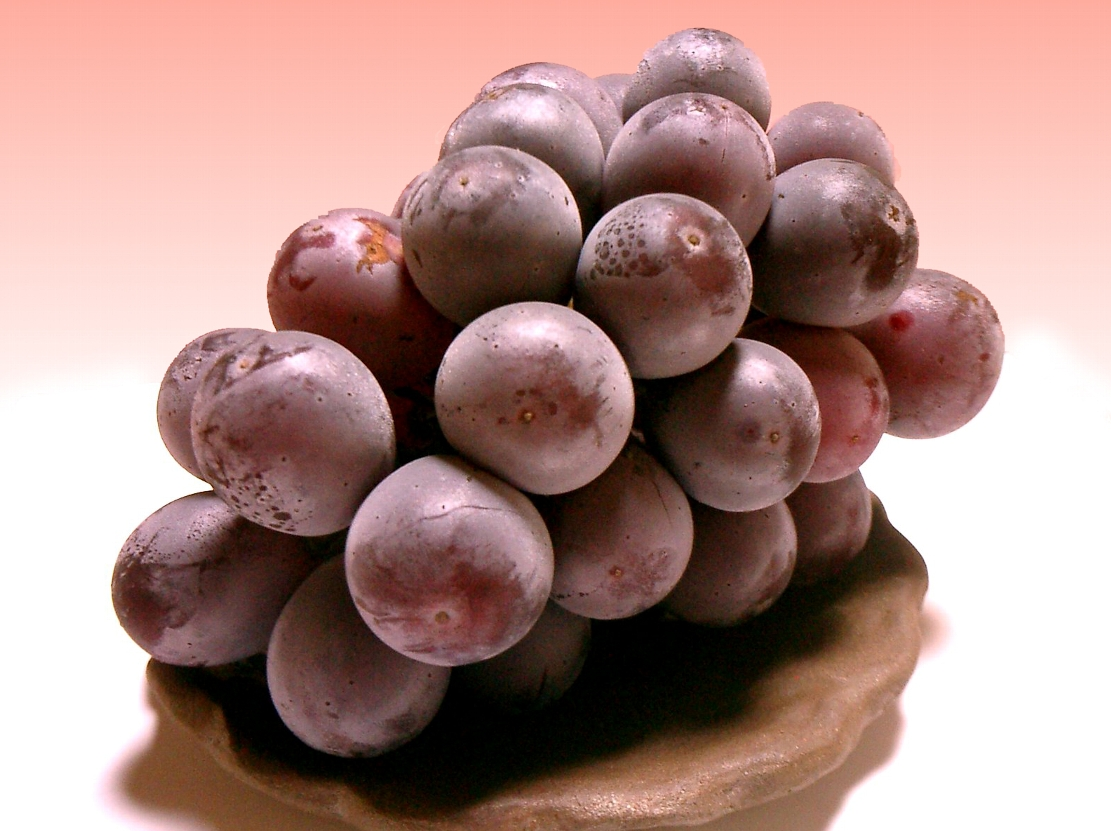
巨峰

- 巨峰（きょほう）巨峰 - 1945年に大井上康によって開発された日本産の黒皮系の欧米雑種。品種名は「石原センテニアル」で1955年に品種登録された[37]。大粒で味が良く、日本で最も栽培されている品種である。果汁の多さと甘さで人気があり、種なしもある[3]。
- クイーンニーナ - 農研機構果樹研究所が2011年に品種登録。鮮やかな紅紫色の大粒で、甘みが強く、種なし栽培もできる[38]。
- クイーンルージュ - 長野県果樹試験場により2019年に品種登録された登録商標名。品種名は「長果G11」。粒は大粒で赤紅色。[34]
- グリーン・シードレス - 米国カリフォルニアで生食用に作られた種なし品種。粒は緑色でやや長く、皮ごと食べられる[35]。
- クリムゾン・シードレス (Crimson Seedless)
- ゴルビー - 日本で育成された赤色皮系の大粒品種。果肉が引き締まっている[35]。
- コールマン - コーカサス地方原産の黒系ブドウで、正式名は「グロー・コールマン」。日本では冬（11月から1月頃）に収穫される。
- コンコード - 主に加工用として使われ、赤いグレープジュースの主要原料である。
- サニールージュ - 「ピオーネ」に「レッドパール」を交配してできた苗から選抜育成され、2000年に品種登録された赤皮系の品種。早生種で、「デラウェア」を大粒にしたような見た目が特徴。糖度は高く、酸味が少ない[35]。

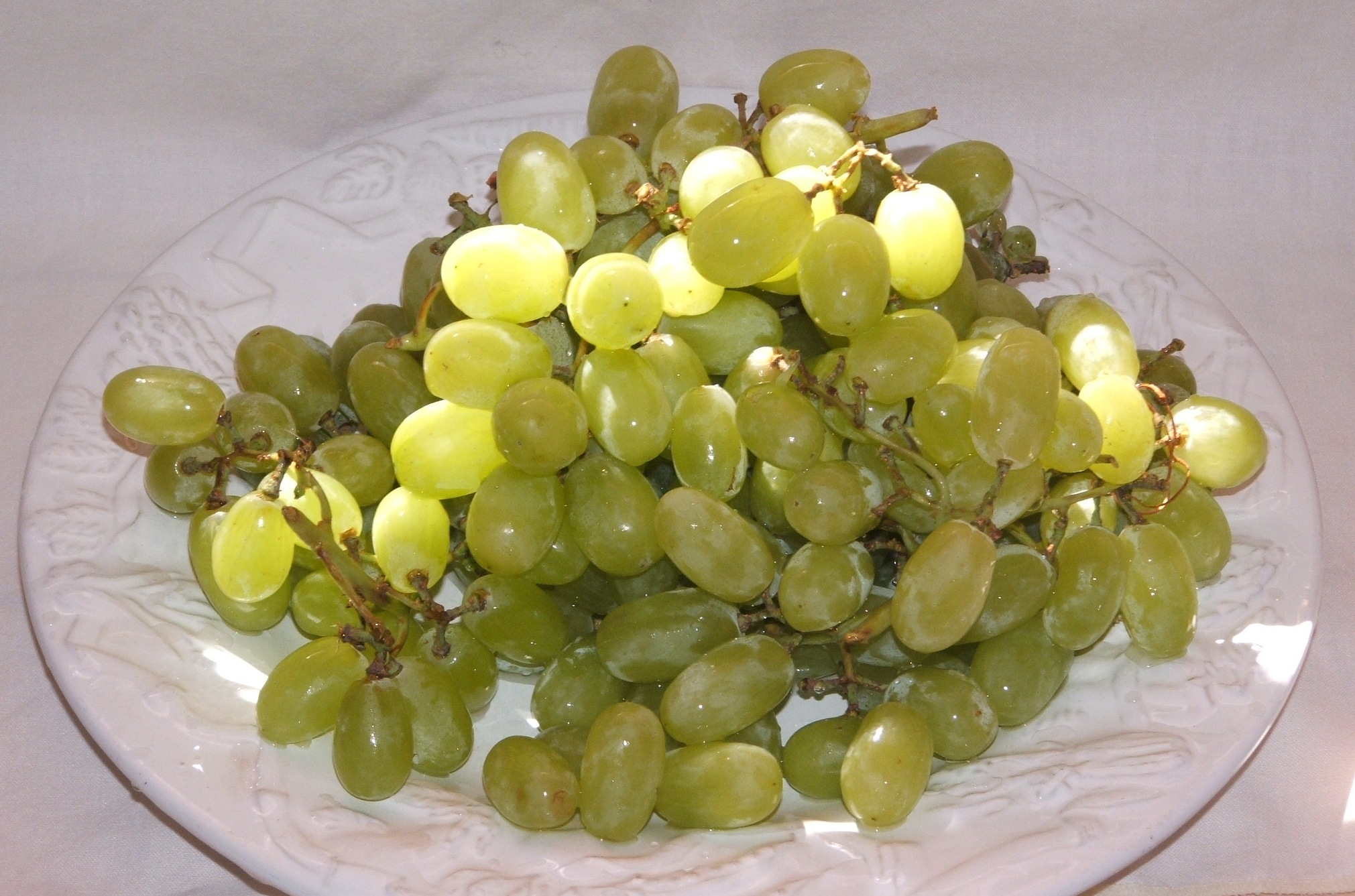
サルタナ

- サルタナ (Sultana) サルタナ - レーズンで有名。「トンプソン・シードレス」と同一種とされる。
- シャインマスカット - 岡山県で作られた緑皮系の品種。種なしのものは皮ごと食べられる。糖度は20度と甘く、マスカット香がある。[3][37]
- シャスラ
- スイートスカーレット - 米国カリフォルニアで開発された種なしの赤皮系の品種。皮がごく薄く、皮ごと食べられる[35]。
- 翠峰
- スチューベン (Stuben)  - 1947年に米国ニューヨーク州で作られた、粒が10グラム前後と小粒の紫黒色品種。糖度は20 - 22度と高く、濃厚な甘味がある。[35][36]
- 赤嶺（せきれい） - 「甲斐路」から枝変わりした品種で、山梨市の三沢昭が発見した。赤ブドウの中でも着色がよく、完熟すると紫紅色に染まる。[38]
- 瀬戸ジャイアンツ - 岡山県の花澤茂が「ネオマスカット」と「グザルカラー」を交配し選りすぐった品種で、別名「桃太郎ぶどう」。モモのような形をした緑色の大型の粒が特徴。甘味が強く、皮にはほのかに酸味があり、種なしで皮ごと食べられる[35][38]。
- 多摩ゆたか - 芦川考三郎によって作出された緑系ブドウ。

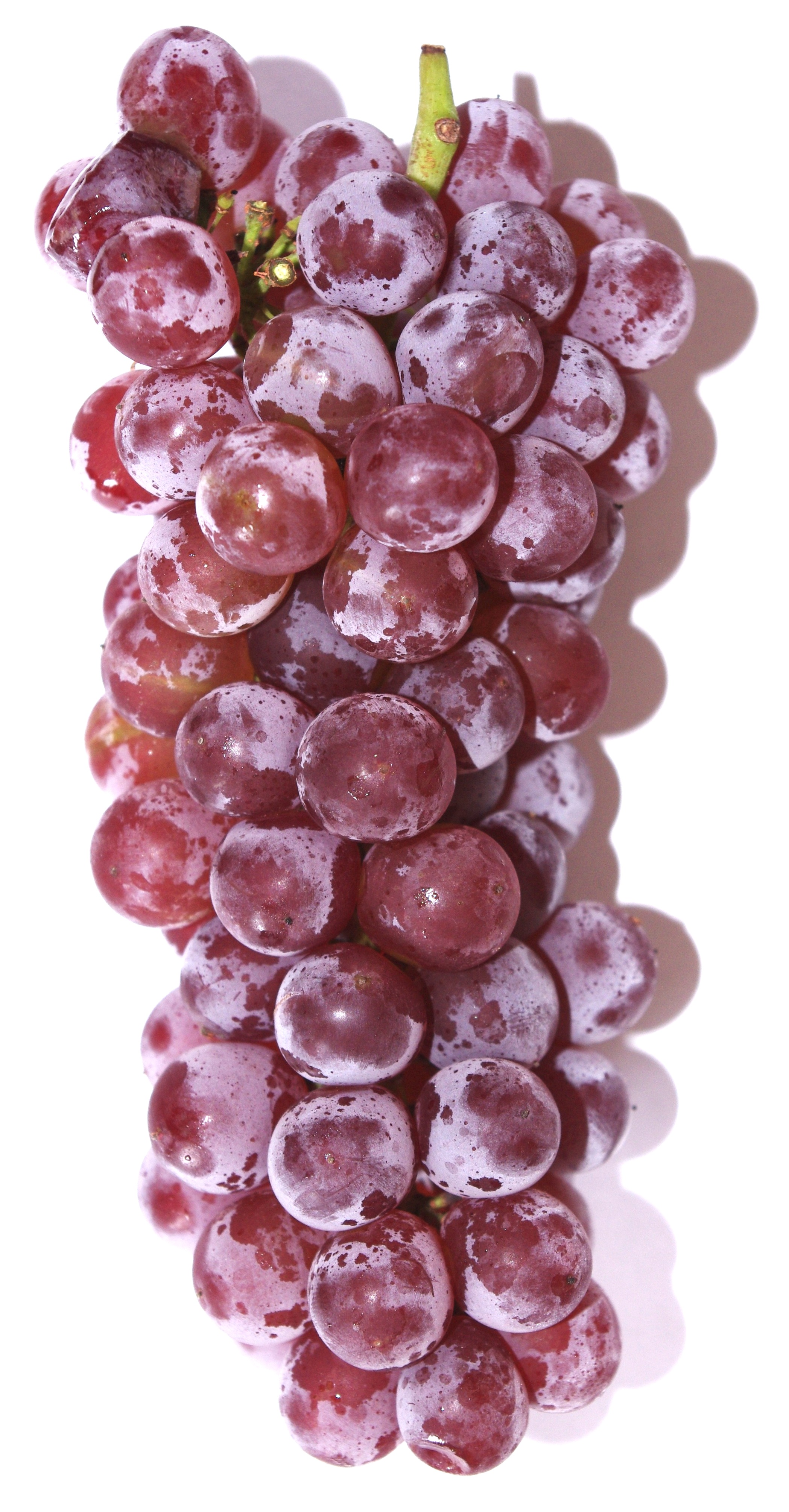
デラウェア

- デラウェアデラウェア - 原産地は米国で、日本で2番目に多く栽培されている小粒の品種。果皮は赤系。果汁が多く果肉がやわらかくて甘味が強く、戦前からの主要品種であった。ジベレリン溶液による種無し処理が始まった品種である[3][36]。
- トンプソン・シードレス (Thompson Seedless) - レーズン用の主要品種である。
- ナイアガラ - アメリカ種の緑色系ブドウで川上善兵衛が日本に導入。風味が良くて果汁も多く、ジュース、生食用、白ワインにも利用される。果皮が赤い「レッドナイアガラ」もある[35][39]。
- ナガノパープル - 長野果樹試験場が種なしの大粒品種育成を目指して、「巨峰」と欧州品種「リザマート」を交配して2004年に品種登録された品種。果汁の甘みと皮の渋みバランスがよい[40]。
- ネオマスカット - 「マスカット・オブ・アレキサンドリア」に日本の「甲州三尺」を交配して、日本の気候に合うように育成された緑皮系の品種。糖度20 - 23度あり、甘味が強い[3]。
- ピオーネ - 1973年に井川秀雄によって開発された「巨峰」を母、「カノンホールマスカット」を父に交配してできた黒皮系の欧米雑種。黒紫色の15 - 20グラムの大粒で味が良く、日本では3番目に栽培が多い品種である。甘味が強い。種なしは「ニューピオーネ」の名で出荷される。[3][37]
- ピッテロビアンコ - 粒が細長いことから、別名「レディフィンガー」ともよばれるイタリア原産の緑皮系品種。さわやかな甘さがあり、皮ごと食べられる[35]。
- 藤稔 （ふじみのり） - 「ピオーネ」と「井川682」を交配した紫黒色系の品種。粒が22 - 30グラムにもなる大粒で、果汁が多い[35]。
- ブラック・クイーン - 川上善兵衛が育成した品種。主にワインの原料に利用され、濃厚な色合いと酸味を持った赤ワインになる[39]。
- ブラック・コリンス - レーズン用主要品種の一つ。
- 紅伊豆（べにいず） - 皮が鮮紅色の大粒種。皮が薄くて、果汁が多く甘い。実がやわらかいことから出荷しにくく、流通量は少ない[35]。
- ベニバラード - 山梨県の米山農園が開発し2005年に品種登録。糖度は23度にも達するが、さっぱりした食味で、種なしで皮ごと食べられる[34]。大韓民国では独自育成された果樹品種が栽培品種中の数％に過ぎず、日本産品種の無断持ち込みと栽培が大きく行われてきた。ベニバラードも密かに種苗が導入され、韓国期待の新品種交配における親品種として重要視されている[41]。
- ポートランド

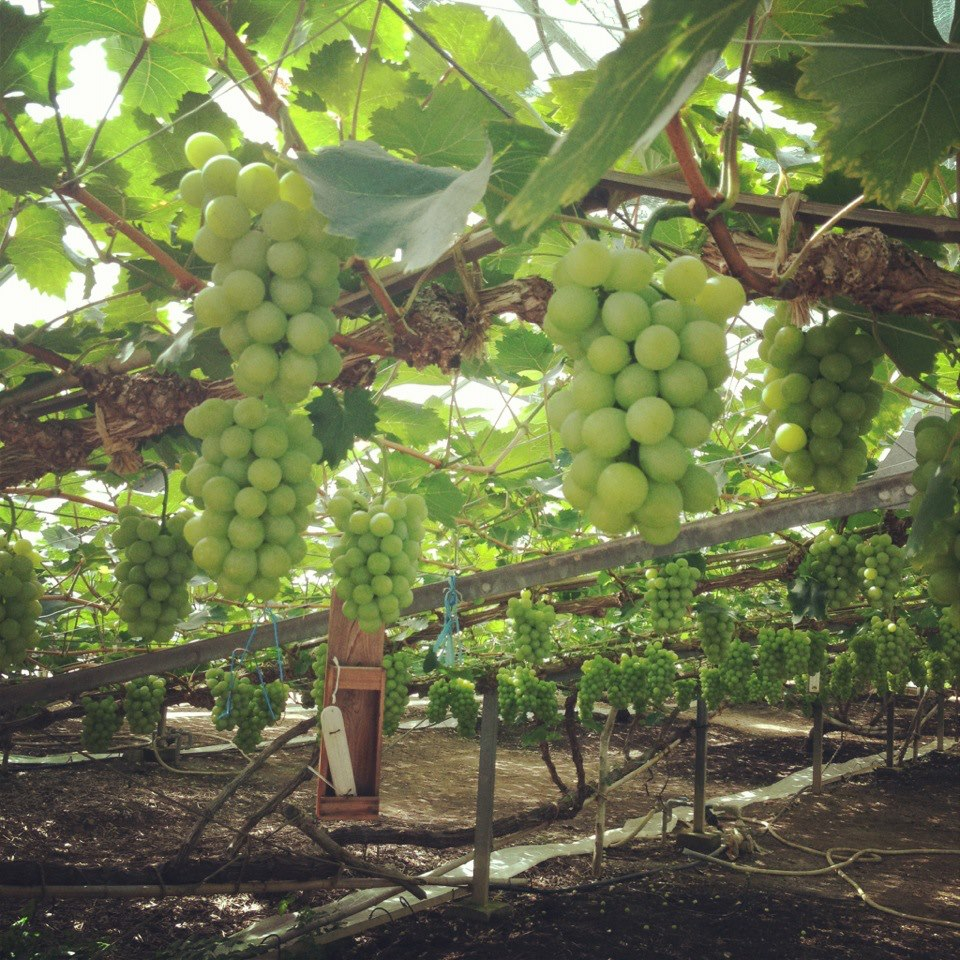
マスカット・オブ・アレキサンドリア

- マスカット・オブ・アレキサンドリア (Muscat of Alexandria) マスカット・オブ・アレキサンドリア  - 本来の「マスカット」とよばれる紀元前から伝わる古い品種で、「ブドウの女王」の異名を持つ高級品種。特有の香りが良く、世界各地で栽培される。日本でも岡山県を中心に温室にて栽培される。生食用のほか、ワインやレーズン用の主要品種ともなっている[3][34]。
- マスカットジパング - 岡山県の林ぶどう研究所が10年かけて開発した品種で、2014年品種登録。緑色の大粒で、爽やかな香りと甘さで果汁が多く、皮ごと食べられる[34]。
- マスカット・ベーリーA (Muscat Bailey A) - 日本の「べーリー」と「マスカットハンブルグ」の交配種で黒皮系の品種。2013年、日本の黒ブドウとしては初めて醸造用ブドウとしてO.I.Vに品種登録された。甘く濃厚な味わいで、赤ワインの原料にもなる。「ニューベリーA」は種なし種[35][34]。
- マニキュアフィンガー - 山梨県の植原葡萄研究所が交配育成した品種で、名の通り指先のように細長く、付け根が黄色から淡紅色、先端が紫紅色へと変化する[40]。
- ヤマ・ソーヴィニヨン - 山梨大学がヤマブドウとカベルネ・ソービニヨンを交配し、1990年に品種登録。主に赤ワインの原料に利用される[39]。
- レッドグローブ (Red Globe)
- リビエラ (Ribier)
- ルビーロマン - 石川県農業総合研究センターが14年かけて完成させ2007年に品種登録。粒は「巨峰」の2倍ほどもあり、「最も高価なブドウ」として話題になる[34]。
- ロザリオ・ビアンコ (Rosario Bianco)  - 山梨県甲府市で作られた「マスカット・オブ・アレキサンドリア」と「ロザキ」の交配種で、1987年に品種登録。大粒で、果皮は緑色で、粒が長く皮ごと食べられる[35][40]。
- ロザリオロッソ (Rosario Rosso)

など。

## 種無しブドウ

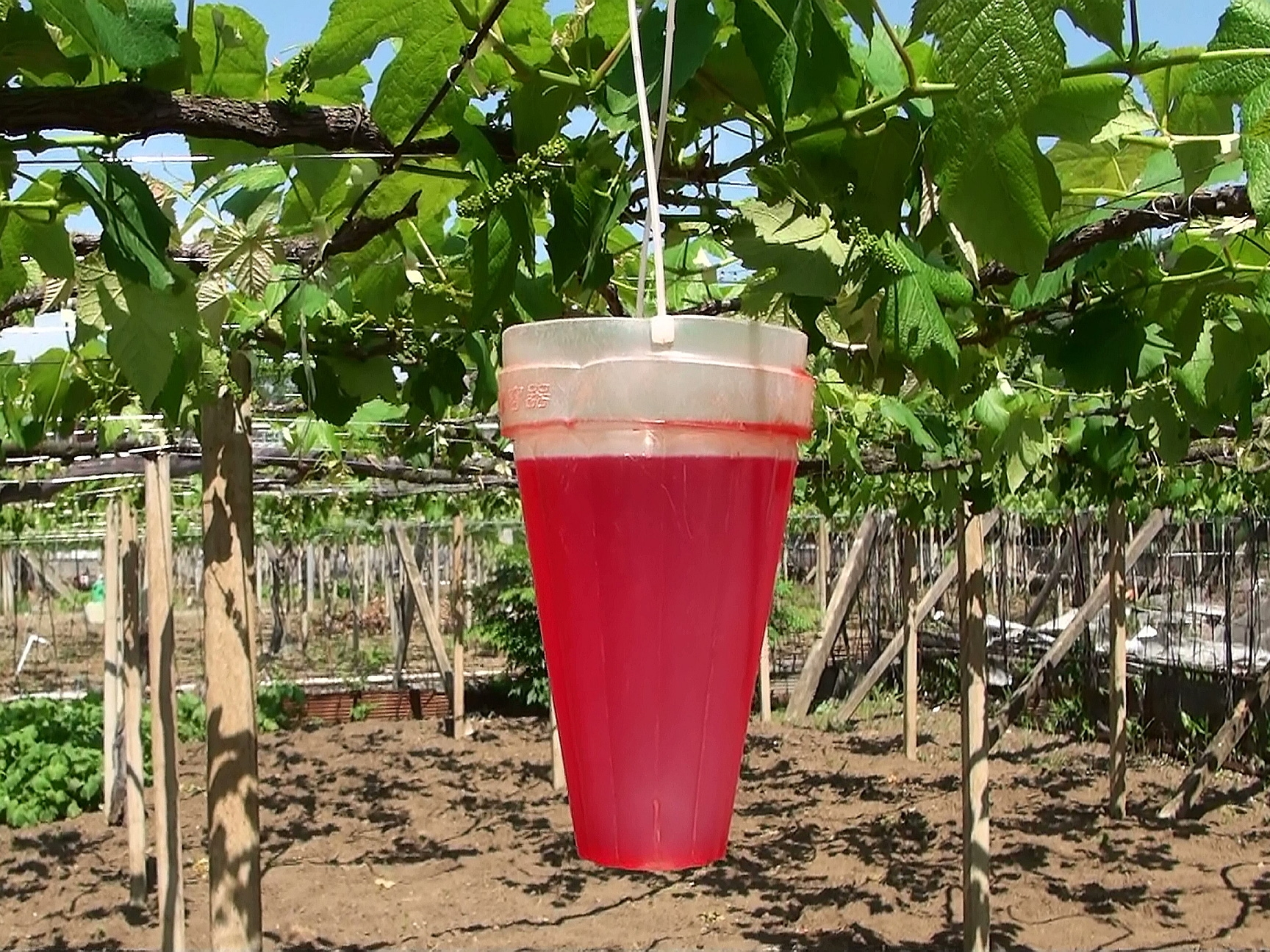
食紅で着色されたジベレリン溶液（デラウェアに対して）山梨県甲府市（2010年5月撮影）

種なしブドウは、開花後の房をひとつずつジベレリン水溶液に浸す処理をして作られる。植物ホルモンを利用した方法で、ホルモンの作用により無種子化した実を肥大（単為結果）させる方法である。本来ジベレリンは、戦前の稲の生長研究から発見された植物ホルモンで、戦後になってブドウの実の成長促進に役立てられないかとする研究に用いられていたが、研究過程で偶然「種なし化」という想定外の効果が見つかり、実用化されるに至った。
種なし化と成長促進の効果を実現するジベレリン処理の技術は、日本の農産物振興への取り組みによって生まれ、1970年ごろからデラウェアに用いられた種なし化は、わずか数年で日本全国へと広まった。近年ではサイトカイニン水溶液を添加することにより処理時期が拡大している。
デラウェアなどの小粒種に用いられるのが主であったが、技術の向上により巨峰などの大粒種にも種なしが可能となっている。ジベレリン処理を行うと果軸が硬化するため、種ありに比べ脱粒しやすい品種が多い。また、収穫時期は種ありに比べて早まる。なお、ジベレリン水溶液は元々無色透明であるが、ジベレリン処理をした果実を色で判別するために水溶液に食紅などを混ぜ着色している。
品種によって効果に差違が生じ、シャインマスカットの場合ジベレリン処理単体での無核化率は60 - 75%程度になるが、開花14日前にストレプトマイシン処理すると無核化率は100%に近くなる。

## 生産国

### 日本国内の主な産地
食用ブドウにおける産地分布（自治体及び旧自治体は作況調査市町村別データ長期累年一覧による。なお、2006年を最後に市町村別統計は廃止されているため、2020年の明確な産地分布は不明）

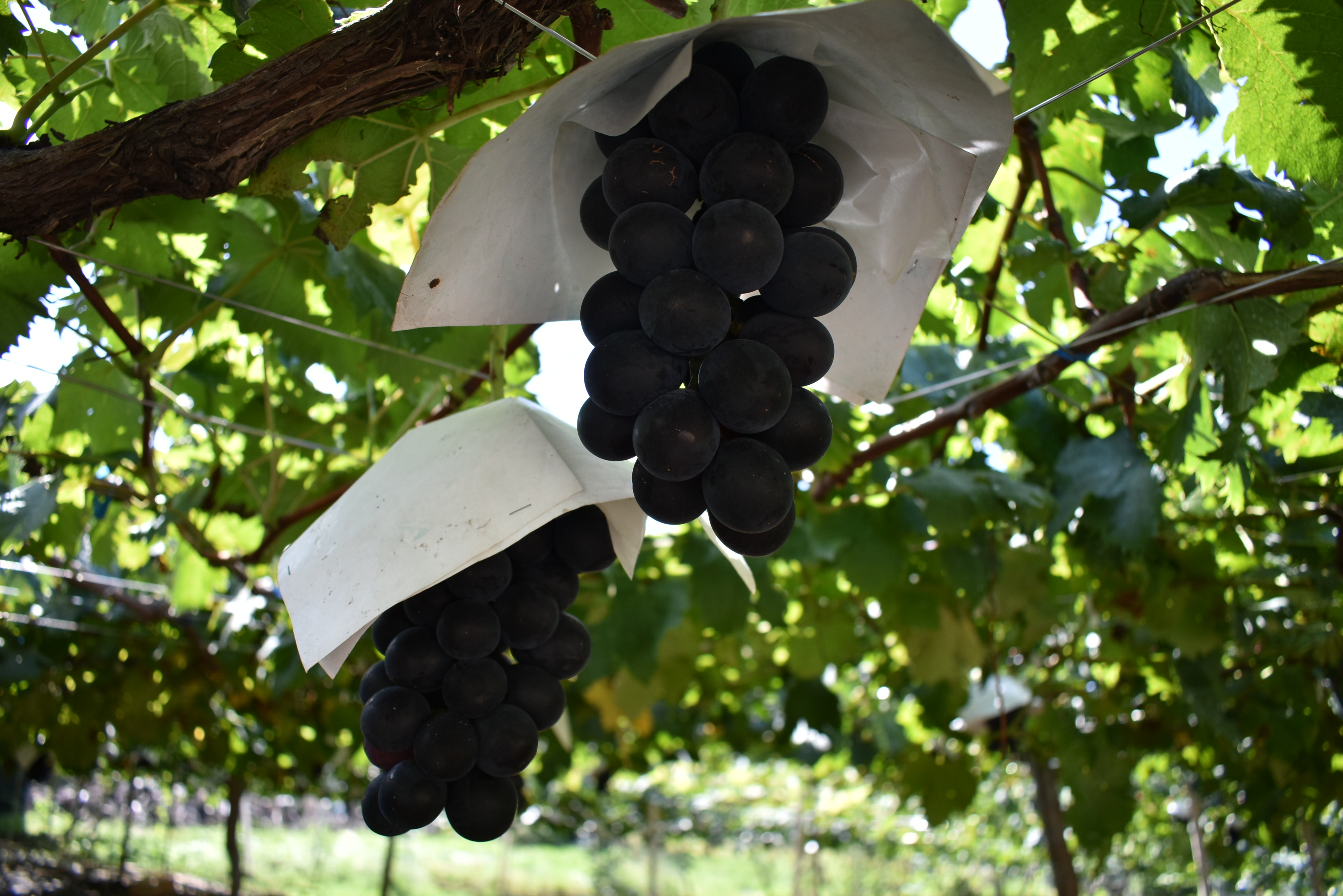
ブドウ畑（勝沼）2019年9月7日撮影

#### 北海道・東北地方
- 北海道 - 食用ブドウ収穫量全国6位。
  - 小樽市、余市町、仁木町、浦臼町(醸造用ブドウの大規模産地)
- 青森県 - 食用ブドウ収穫量全国7 - 9位。スチューベンが主流
  - 鶴田町、南部町、三戸町、弘前市、板柳町など
- 岩手県
  - 紫波町、花巻市（旧大迫町）など
- 秋田県
  - 横手市（横手市、旧十文字町、旧山内村）など
- 山形県 - 食用ブドウ収穫量全国3位。デラウェア国内首位。南陽市が主産地として知られ、県内のブドウ栽培発祥地にもなっている。
  - 南陽市、高畠町、上山市、山形市、天童市、寒河江市、東根市、朝日町など
- 福島県
  - 福島市、会津若松市（旧北会津村）、伊達市（旧保原町、旧梁川町）など

#### 関東地方
- 茨城県
  - 常陸太田市など
- 栃木県
  - 栃木市（旧大平町、旧岩舟町）など
- 群馬県
  - 沼田市、榛東村
- 埼玉県
  - 伊奈町 など

#### 中部地方
- 新潟県
  - 新潟市（南区《旧白根市》、西蒲区《旧中之口村》）、聖籠町など
- 石川県 - かほく市高松地区が中心。2005年より栽培が始まった高級品種「ルビーロマン」の産地としても知られる[44]。
  - かほく市（旧高松町）
- 山梨県 - ブドウ収穫量全国1位。甲州市勝沼は観光ブドウ園も多く、また、醸造用ブドウ生産も盛んでワインの一大産地となっている。山梨市牧丘地区では巨峰に特化した特産地となっている。
  - 甲州市（旧勝沼町、旧塩山市）、山梨市（山梨市、旧牧丘町）、笛吹市（旧一宮町、旧御坂町、旧八代町、旧春日居町、旧石和町）、南アルプス市（旧白根町、旧櫛形町、旧若草町、旧八田村）、甲府市、韮崎市、甲斐市（旧甲西町）など
- 長野県 - 食用ブドウ収穫量全国2位。醸造用ブドウ生産量も多く、桔梗ヶ原は一大産地。
  - 中野市、須坂市、塩尻市（桔梗ヶ原）、坂城町、東御市（旧東部町）、など
- 愛知県 - 食用ブドウ収穫量全国8 - 9位。デラウェアは全国4位。観光ブドウ園も多い。
  - 岡崎市（駒立）、東浦町、大府市、豊橋市など

#### 近畿地方
- 三重県
  - 伊賀市（旧上野市）、名張市（青蓮寺湖）
- 滋賀県
  - 湖東町(旧愛東町)
- 大阪府 - 食用ブドウ収穫量全国7位。デラウェアは全国3位[45]。木綿産業に変わる作物として河内地方を中心に広まり、戦前は神戸方面への出荷、戦時中は酒石酸確保のために栽培が行われた。戦前、終戦直後は全国トップクラスの産地だったが、台風襲来による産地壊滅と他産地との競争、宅地工業化などにより減少。しかしながら、河内地方の柏原市、羽曳野市を中心に、依然として国内上位の産地となっている。[46] また、下記のほか、大阪狭山市の大野ぶどう、交野市の神宮寺ぶどうなどの産地がある。
  - 柏原市、羽曳野市（駒ヶ谷）、太子町 など
- 兵庫県
  - 神戸市、加西市、三木市など
- 奈良県
  - 平群町など
- 和歌山県 - 伊都郡ではピオーネ、巨峰の生産が主流。
  - かつらぎ町、橋本市など

#### 中国・四国地方
- 鳥取県
  - 北栄町（旧北条町）など
- 島根県 - ハウスブドウ栽培が盛ん。
  - 出雲市（出雲市、旧大社町）、益田市など
- 岡山県 - 食用ブドウ収穫量全国4位。マスカット、ピオーネの産地として名高く、また瀬戸ジャイアンツやオーロラブラックといった人気品種も生み出している。
  - 岡山市（岡山市、旧瀬戸町）、倉敷市（倉敷市、旧船穂町、旧真備町）、新見市、井原市、吉備中央町（旧賀陽町）、赤磐市（旧山陽町）、笠岡市、瀬戸内市（旧邑久町）、高梁市（旧備中町、旧成羽町）、総社市、久米南町など
- 広島県 - 食用ブドウ収穫量全国10位。沼隈町がベリーAの無核化に初めて成功させ、商品名をニューベリーAとして販売する特産地となっている[47]。
  - 福山市（福山市、旧沼隈町）、三次市、尾道市など
- 山口県
  - 周南市（旧徳山市）
- 徳島県
  - 阿波市（旧土成町、旧阿波町）など
- 香川県
  - 多度津町、三豊市（旧豊中町）など
- 愛媛県
  - 松山市、内子町、西予市（旧宇和町）など

#### 九州地方
- 福岡県 - 食用ブドウ収穫量全国5位。田主丸は国内の巨峰栽培発祥の地[48]。
  - 久留米市（旧田主丸町）、八女市（旧黒木町）、うきは市（旧浮羽町）、広川町、筑後市、みやま市（旧高田町）、朝倉市（旧杷木町）など
- 佐賀県
  - 伊万里市
- 長崎県
  - 時津町
- 熊本県
  - 宇城市(旧不知火町)など
- 大分県 - 安心院、中津市は西日本有数のブドウ産地となっている[49]。
  - 中津市、宇佐市（旧安心院町）、日田市など
- 宮崎県
  - 都農町、小林市など

### 日本国外の主な産地
- アメリカ
- チリ
- イタリア
- フランス

など。

## 動物への影響
ブドウ（特に皮）をイヌやネコなどの動物が食べた場合には腎不全を引き起こすことがある。

## 文化
唐草模様は日本古来の伝統的模様であるが、そこに描かれているのはブドウのつると葉である。起源は古代エジプトのスイレンやブドウをデザイン化したものであるが、オリエントを経てシルクロードを渡り、仏教美術を取り入れながら唐を経て日本に伝わった。7世紀末建立の法隆寺、8世紀建立の薬師寺金堂の建築意匠にも取り入れられ、その後は風呂敷などに見られる簡略化された模様へと変化していった。
- ドセ・ウバス（スペイン語版） - スペインの年越しに、12個のぶどうを食べると幸せになるとする風習。